# Адриатический осётр
Адриатический осётр (Acipenser naccarii) — рыба семейства осетровых. Редкий малоизученный вид.
Некрупный осётр, как исключение, достигает длины 2 м и массы 25 кг, обычно много мельче. Очень близок к русскому осетру, возможно, являясь его уклонившейся внутривидовой формой. От последнего отличается большим числом жаберных тычинок: их у него 30—35, в то время как у русского осетра их обычно менее 30. Спинных жучек у адриатического осетра 10—14, боковых 32—42, брюшных 8—11. В спинном плавнике 36—48 лучей, в анальном — 24—31. Окраска туловища варьирует от серовато-коричневой до почти чёрной, брюхо беловатое.
Проходной вид. Для размножения входит в реки северной Италии, Югославии и Албании: По, Адидже, Брента, Ливенца, Цетина и др.
В море держится у берегов, на глубинах от 10 до 40 м, обычно вблизи устьев рек. В реки Италии идёт в течение первых месяцев года, в пресной воде остаётся до октября. Нерест происходит в феврале-марте. Рост, размножение, плодовитость, развитие икры, питание и другие стороны его биологии не изучены.
В силу своей редкости хозяйственного значения этот осётр не имеет. Данные о его численности отсутствуют. В настоящее время предпринимаются попытки искусственного разведения.